# نازک‌مرغ کانگوه
نازک‌مرغ کانگوه (نام علمی: Apalis argentea) نام یک گونه از سرده نازک‌مرغ است.